# Ceratosolen gressitti
Ceratosolen gressitti är en stekelart som beskrevs av Wiebes 1980. Ceratosolen gressitti ingår i släktet Ceratosolen och familjen fikonsteklar. Inga underarter finns listade i Catalogue of Life.